# 綿貫民輔
綿貫民輔（1927年4月30日—），日本企業家與政治家。現任自由民主黨富山縣連最高顧問、全國治水砂防協會會長、慶應義塾評議員。曾獲頒桐花大綬章。

## 生平
曾擔任眾議院議長（第70代）、自由民主黨幹事長（第28代）、建設大臣（第55代）、國土廳長官（第15代）、北海道開發廳長官（第49代）、沖繩開發廳長官（第18代）、國民新黨代表（初代）、眾議院議員（13期）、富山縣議會議員（2期）等職務。日本羽毛球協會會長。

## 家庭
父親綿貫佐民也曾擔任眾議院議員。

## 外部連結
- 綿貫民輔 Official-WEB - 閉鎖。（2009年3月30日時点のアーカイブ）

| 議會席位          | 議會席位                                 | 議會席位          |
| ----------------- | ---------------------------------------- | ----------------- |
| 前任： 伊藤宗一郎 | 眾議院議長 第70代：2000年 - 2003年       | 繼任： 河野洋平   |
| 前任： 小泽一郎   | 眾議院議院運營委員長 第42代：1986年      | 繼任： 越智伊平   |
| 前任： 羽田野忠文 | 眾議院法務委員長 1982年 - 1983年         | 繼任： 宮崎茂一   |
| 前任： 増岡博之   | 眾議院大藏委員長 1980年 - 1981年         | 繼任： 森喜朗     |
| 官衔              |                                          |                   |
| 前任： 原田昇左右 | 建設大臣 第55代：1990年                  | 繼任： 大塚雄司   |
| 前任： 古賀雷四郎 | 北海道開發廳長官 第49代：1986年 - 1987年 | 繼任： 粕谷茂     |
| 前任： 山崎平八郎 | 國土廳長官 第15代：1986年 - 1987年       | 繼任： 奥野誠亮   |
| 前任： 古賀雷四郎 | 沖縄開發廳長官 第18代：1986年 - 1987年   | 繼任： 粕谷茂     |
| 政党职务          |                                          |                   |
| 前任： 結党       | 国民新党代表 初代：2005年 - 2009年       | 繼任： 龜井靜香   |
| 前任： 小淵惠三   | 自由民主党幹事長 第28代：1991年 - 1992年 | 繼任： 梶山静六   |
| 前任： 小淵惠三   | 平成研究会会長 第4代：1998年 - 2000年    | 繼任： 橋本龍太郎 |